# Alfred Schön
Alfred Schön (nascut el 12 de gener de 1962) és un exfutbolista alemany i entrenador de futbol.